# Qiu Jin

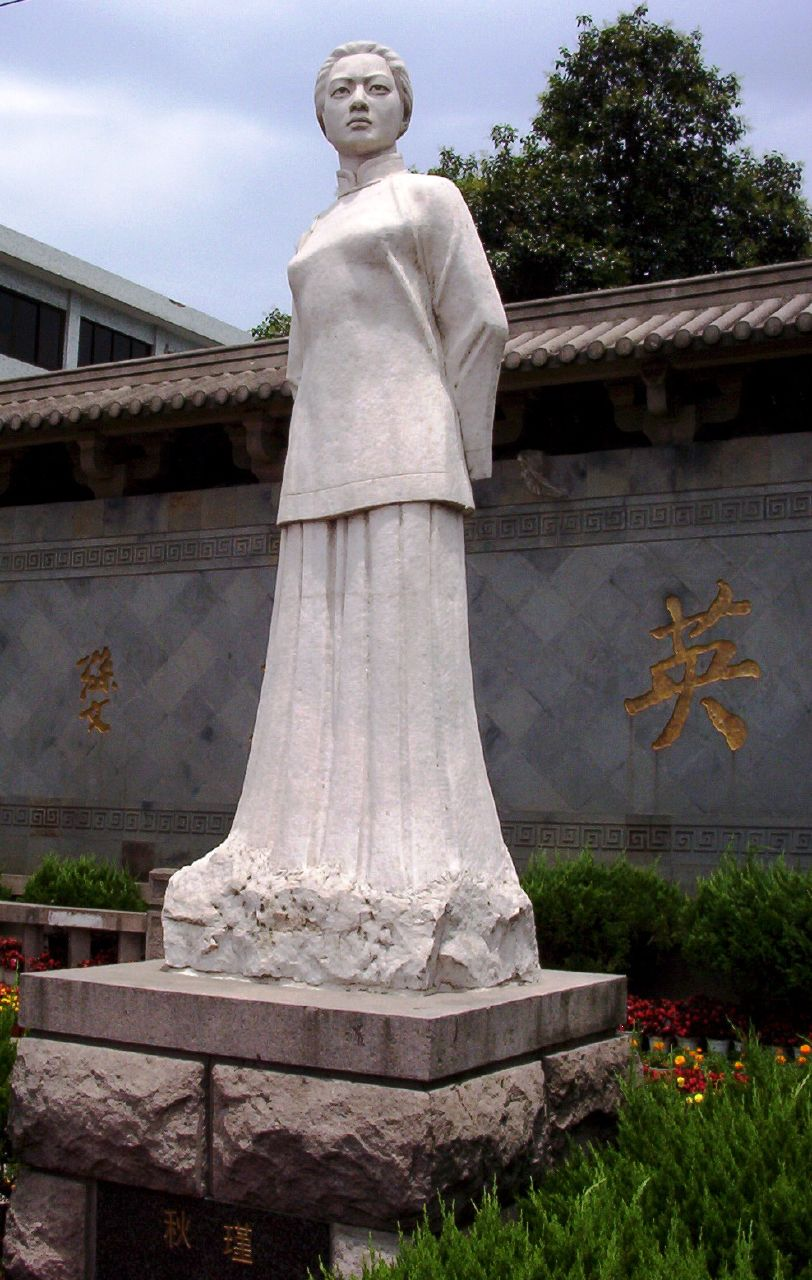
Standbeeld van Qiu.

Qiu Jin (Chinees: 秋瑾; Hanyu pinyin: Qiū Jǐn) (Xiamen, 8 november 1875 - Shaoxing, 15 juli 1907) (jiaxiang: Zhejiang, Shaoxing, Shanyin) was een Chinese feminist, schrijver en revolutionair die tegen het bewind van de Qing-dynastie streed. Na een mislukte opstand tegen de Mantsjoes werd ze ter dood veroordeeld. Ze werd onthoofd. In de tijd van de Chinese Republiek kwam ze vaak voor als onderwerp in de literatuur. Vanaf haar dood wordt ze door Chinezen beschouwd als een volksheld en voorvechter van vrouwenrechten. Haar graf ligt nu aan het meer Xi Hu bij Hangzhou. In Shaoxing is er door de staat een museum opgericht ter nagedachtenis aan haar.

## Biografie
Mevrouw Qiu werd geboren in Xiamen, maar groeide op in haar eigen jiaxiang. Nadat ze getrouwd was met Wang Tingjun (王廷鈞), begon ze zich te verdiepen in nieuwe ideeën uit het Westen. Ze had inmiddels twee kinderen (1 zoon Wang Yuande/王沅德 en 1 dochter Wang Guifen/王桂芬) en ze vond haar gedachtegoed in linkse ideeën. Ze ging studeren in Japan en werd lid van twee anti-Mantsjoe bewegingen, waaronder de Tongmenghui van Sun Zhongshan. Qiu was groot voorstander van vrouwenrechten om zelf de vrijheid om te trouwen en naar school te gaan. Ook was zij voor een verbod op het voetbinden. In 1906 richtte ze met de dichteres Xu Zihua in Shanghai een progressieve vrouwenblad op. Ze schreef onder haar pseudoniem Qiu Qian (秋千). Een jaar later werd ze de directrice van de Datong school in Shaoxing. Buiten de muren moest het school voor sportleraren zijn, maar in het echt werden daar trainingen gehouden voor mensen die zich moesten voorbereiden op het plegen van een anti-Mantsjoe opstand.
Qiu Jin deed mee aan revolutionaire activiteiten van haar neef Xu Xilin. Bij een mislukte opstand werden documenten gevonden waarin stond dat zij ook eraan meedeed. Ze sprak geen woord bij de Mantsjoe ambtenaren toen ze werd opgepakt. Ze werd uiteindelijk publiekelijk geëxecuteerd in haar eigen jiaxiang. Ze was toen eenendertig jaar. De begrafenis werd door Xu Zihua en Wu Zhiying geregeld. Hierbij kwamen duizenden rouwende sympathisanten op af. Het was een uiting van protest.